# Lee Kiseop
Lee Kiseop (em coreano: 이기섭) (17 de janeiro de 1991) é um cantor sul-coreano, um dos sete membros da boy band U-KISS, da NH Media.
Kiseop se juntou oficialmente ao grupo em 2009, cantando na música "Man Ma. Ha Ni", mas tornou-se mais conhecido por sua aparição no vídeo clipe de "Not Young".